# Nuoto ai campionati mondiali di nuoto 2023 - 200 metri misti femminili
La gara di nuoto dei 200 metri misti femminili dei campionati mondiali di nuoto 2023 è stata disputata il 23 e 24 luglio 2023 presso il Marine Messe Fukuoka di Fukuoka. Vi hanno preso parte 34 atlete provenienti da 28 nazioni.
La competizione è stata vinta dalla nuotatrice statunitense Kate Douglass, mentre l'argento e il bronzo sono andati rispettivamente alla connazionale Alexandra Walsh e alla cinese Yu Yiting.

## Podio
| Posizione | Atleta          | Nazionalità |
| --------- | --------------- | ----------- |
| Oro       | Kate Douglass   | Stati Uniti |
| Argento   | Alexandra Walsh | Stati Uniti |
| Bronzo    | Yu Yiting       | Cina        |

## Programma
| Data           | Ora (UTC+9) | Turno      |
| -------------- | ----------- | ---------- |
| 23 luglio 2023 | 10:32       | Batterie   |
| 23 luglio 2023 | 21:01       | Semifinali |
| 24 luglio 2023 | 21:23       | Finale     |

## Record
Prima della competizione il record del mondo e il record dei campionati erano i seguenti:
| Record mondiale       | 2'06"12 | Katinka Hosszú Ungheria | 3 agosto 2015 Kazan', Russia |
| Record dei campionati | 2'06"12 | Katinka Hosszú Ungheria | 3 agosto 2015 Kazan', Russia |

## Risultati

### Batterie
| Pos. | Batteria | Corsia | Atleta                 | Nazionalità   | Tempo   | Note |
| ---- | -------- | ------ | ---------------------- | ------------- | ------- | ---- |
| 1    | 4        | 4      | Kate Douglass          | Stati Uniti   | 2'09"17 | Q    |
| 2    | 2        | 4      | Kaylee McKeown         | Australia     | 2'09"50 | Q    |
| 3    | 2        | 3      | Mary-Sophie Harvey     | Canada        | 2'09"65 | Q    |
| 3    | 3        | 4      | Alexandra Walsh        | Stati Uniti   | 2'09"65 | Q    |
| 5    | 4        | 5      | Yu Yiting              | Cina          | 2'09"66 | Q    |
| 6    | 4        | 3      | Jenna Forrester        | Australia     | 2'09"79 | Q    |
| 7    | 2        | 6      | Ye Shiwen              | Cina          | 2'09"81 | Q    |
| 8    | 4        | 6      | Sara Franceschi        | Italia        | 2'10"68 | Q    |
| 9    | 2        | 2      | Yui Ōhashi             | Giappone      | 2'10"80 | Q    |
| 10   | 2        | 5      | Anastasia Gorbenko     | Israele       | 2'10"88 | Q    |
| 11   | 4        | 7      | Rebecca Meder          | Sudafrica     | 2'10"95 | Q    |
| 12   | 3        | 3      | Katie Shanahan         | Gran Bretagna | 2'11"26 | Q    |
| 13   | 3        | 5      | Marrit Steenbergen     | Paesi Bassi   | 2'11"31 | Q    |
| 14   | 3        | 6      | Kim Seo-yeong          | Corea del Sud | 2'11"50 | Q    |
| 15   | 3        | 2      | Mio Narita             | Giappone      | 2'11"69 | Q    |
| 16   | 4        | 8      | Ellen Walshe           | Irlanda       | 2'12"83 | Q    |
| 17   | 2        | 7      | Fantine Lesaffre       | Francia       | 2'13"28 |      |
| 17   | 4        | 2      | Charlotte Bonnet       | Francia       | 2'13"28 |      |
| 19   | 3        | 7      | Dalma Sebestyén        | Ungheria      | 2'13"32 |      |
| 20   | 3        | 8      | Kristen Romano         | Porto Rico    | 2'13"94 |      |
| 21   | 4        | 1      | Lea Polonsky           | Israele       | 2'14"05 |      |
| 22   | 3        | 1      | Emma Carrasco Cadens   | Spagna        | 2'15"11 |      |
| 23   | 1        | 4      | Ieva Maļuka            | Lettonia      | 2'15"33 |      |
| 24   | 2        | 8      | Tamara Potocká         | Slovacchia    | 2'15"41 |      |
| 25   | 2        | 1      | Bruna Monteiro Leme    | Brasile       | 2'15"65 |      |
| 26   | 4        | 0      | Letitia Sim            | Singapore     | 2'17"20 |      |
| 27   | 2        | 0      | Stefania Gomez Hurtado | Colombia      | 2'17"21 |      |
| 28   | 2        | 9      | McKenna de Bever       | Perù          | 2'17"33 |      |
| 29   | 3        | 0      | Florencia Perotti      | Argentina     | 2'17"73 |      |
| 30   | 4        | 9      | Kamonchanok Kwanmuang  | Thailandia    | 2'18"02 |      |
| 31   | 1        | 3      | Alondra Ortiz Román    | Costa Rica    | 2'19"91 |      |
| 32   | 3        | 9      | Cheng Chloe            | Hong Kong     | 2'21"25 |      |
| 33   | 1        | 5      | Nicole Frank           | Uruguay       | 2'21"89 |      |
| 34   | 1        | 6      | Zaylie Thompson        | Bahamas       | 2'25"36 |      |

### Semifinali
| Pos. | Semifinale | Corsia | Atleta             | Nazionalità   | Tempo   | Note |
| ---- | ---------- | ------ | ------------------ | ------------- | ------- | ---- |
| 1    | 1          | 5      | Alexandra Walsh    | Stati Uniti   | 2'08"27 | Q    |
| 2    | 2          | 3      | Yu Yiting          | Cina          | 2'09"04 | Q    |
| 3    | 2          | 1      | Marrit Steenbergen | Paesi Bassi   | 2'09"30 | Q    |
| 4    | 1          | 3      | Jenna Forrester    | Australia     | 2'10"03 | Q    |
| 5    | 2          | 2      | Yui Ōhashi         | Giappone      | 2'10"32 | Q    |
| 6    | 2          | 4      | Kate Douglass      | Stati Uniti   | 2'10"38 | Q    |
| 7    | 2          | 6      | Ye Shiwen          | Cina          | 2'10"57 | Q    |
| 8    | 1          | 2      | Anastasia Gorbenko | Israele       | 2'10"62 | Q    |
| 9    | 1          | 8      | Ellen Walshe       | Irlanda       | 2'10"92 |      |
| 10   | 2          | 7      | Rebecca Meder      | Sudafrica     | 2'11"16 |      |
| 11   | 2          | 5      | Mary-Sophie Harvey | Canada        | 2'11"47 |      |
| 12   | 2          | 8      | Mio Narita         | Giappone      | 2'12"24 |      |
| 13   | 1          | 1      | Kim Seo-yeong      | Corea del Sud | 2'12"91 |      |
|      | 1          | 4      | Kaylee McKeown     | Australia     | dq      |      |
|      | 1          | 6      | Sara Franceschi    | Italia        | dq      |      |
|      | 1          | 7      | Katie Shanahan     | Gran Bretagna | dq      |      |

### Finale
| Pos.    | Corsia | Atleta             | Nazionalità | Tempo   | Note |
| ------- | ------ | ------------------ | ----------- | ------- | ---- |
| Oro     | 7      | Kate Douglass      | Stati Uniti | 2'07"17 |      |
| Argento | 4      | Alexandra Walsh    | Stati Uniti | 2'07"97 |      |
| Bronzo  | 5      | Yu Yiting          | Cina        | 2'08"74 |      |
| 4       | 6      | Jenna Forrester    | Australia   | 2'08"98 |      |
| 5       | 8      | Anastasia Gorbenko | Israele     | 2'10"08 |      |
| 6       | 2      | Yui Ōhashi         | Giappone    | 2'11"27 |      |
| 7       | 3      | Marrit Steenbergen | Paesi Bassi | 2'11"89 |      |
| 8       | 1      | Ye Shiwen          | Cina        | 2'14"27 |      |